# Bárbara Paz
Bárbara Raquel Paz (Campo Bom, 17 de octubre de 1974) es una actriz brasileña.

## Biografía
Perdió a su padre a los seis años, y su madre a los 17 años, seis meses después de sufrir un siniestro automovilístico que le dejó varias cicatrices, dos de los cuales en la cara, una a cada lado; tomándole 400 puntos, lo que le hizo perder muchos puestos de trabajo como actriz y modelo. Así, el maquillaje se convirtió en parte de su vida diaria.
En 2010 se casó con el cineasta Héctor Babenco.
Con 27 años participó en el reality show de Casa dos Artistas, conducido por Silvio Santos, en el cual tuvo un romance con el cantante Supla.
En 2002, tuvo éxito de ser la protagonista de la novela  Marisol. Años más tarde, después de jugar tres protagonistas de las telenovelas, películas y algunas obras de teatro, Bárbara consiguió un papel en la telenovela de 8 Rede Globo, como la joven con problemas alcohólica Renata de Vivir la vida, donde se las arregló para centrarse en los medios de comunicación y muy elogiado en la categoría drama. En 2011 se encontraba en el aire Virgínia Dinosaurios y Robots, este fue el primer villano en su carrera, con el que ganó la aclamación crítica.
En 2013, regresa a las novelas en Rastros de mentiras de Walcyr Carrasco, jugando de la estilista Edith, hermosa, sofisticada y elegante. Casada con Félix, su extraña vida en común, por lo general sin fuego y pasión.
En 2015, es confirmada en la próxima novela de las 21:00 de la Rede Globo, Reglas del juego, escrita por João Emanuel Carneiro, la actriz sería la artista plástica Nelita Stewart, diagnosticada bipolar.
Dirigió el documental Babenco: Alguém Tem que Ouvir o Coração e Dizer Parou (2019), sobre el cineasta Héctor Babenco, con quien además estuvo casada. La obra fue presentada por la Academia Brasileña de Cine para representar al país en la categoría de mejor película internacional en los premios Óscar.

## Filmografía

### Televisión
| Año  | Título                  | Personaje                          |                                     |
| ---- | ----------------------- | ---------------------------------- | ----------------------------------- |
| 2000 | Ô Coitado               | Marta                              |                                     |
| 2001 | Acampamento Legal       | Guardiã do Portal                  |                                     |
| 2001 | Sandy & Júnior          | Tereza                             |                                     |
| 2001 | As Filhas da Mãe        | Caroline Alves                     |                                     |
| 2002 | Marisol                 | Marisol Lima do Vale/Verônica      |                                     |
| 2005 | A Diarista              | Nini Potranca                      |                                     |
| 2006 | Cristal                 | Inocência Peres                    |                                     |
| 2007 | Maria Esperança         | Maria Furtado de Trajano Queiróz   |                                     |
| 2008 | Alice                   | Guiga                              |                                     |
| 2009 | Unidos do Livramento    | Leontina                           |                                     |
| 2009 | Asuntos internos        | Laura Barreto                      |                                     |
| 2009 | Vivir la vida           | Renata Ferreira                    |                                     |
| 2010 | As Cariocas             | Denise                             |                                     |
| 2011 | Dinosaurios & Robots    | Virgínia Lolatto                   |                                     |
| 2013 | Rastros de mentiras     | Edith Sobral Khoury                |                                     |
| 2014 | O Caçador               | Taís                               |                                     |
| 2014 | Ojos sin culpa          | Ana                                |                                     |
| 2015 | Reglas del juego        | Nelita Stewart                     |                                     |
| 2015 | Acredita na Peruca      | Luana Capricci                     | Participación especial              |
| 2015 | A Regra do Jogo         | Ana Elisa Barroso Stewart (Nelita) |                                     |
| 2016 | A Arte do Encontro      | Presentadora                       |                                     |
| 2017 | Malhação                | Stella                             | Episodios: "11–19 de enero de 2017" |
| 2017 | O Outro Lado do Paraíso | Joana Medeiros (Jô)                |                                     |

### Tablas
| Ano       | Título                                         | Direção             |
| --------- | ---------------------------------------------- | ------------------- |
| 1997      | Memórias da Infância                           | Beth Lopes          |
| 1999      | Romeu e Julieta e Suas Facetas                 | Geraldine Quaglia   |
| 1999      | O Gato de Botas                                | Paulino Rafanti     |
| 1999      | Grogue                                         | Debora Dubois       |
| 1999      | Poemas Fesceninos                              | Hugo Possolo        |
| 1999      | Mistérios Gulosos                              | Hugo Possolo        |
| 2000      | Um Chopes, Dois Pastel e Uma Porção de Bobagem | Hugo Possolo        |
| 2000      | Água Fora da Bacia                             | Hugo Possolo        |
| 2000      | Os Mané                                        | Hugo Possolo        |
| 2001      | Projeto Pantagruel                             | Hugo Possolo        |
| 2001      | Farsa Quixotesca                               | Hugo Possolo        |
| 2002      | Suburbia                                       | Franscisco Medeiros |
| As Viúvas | Sandra Corveloni                               |                     |
| 2002-05   | A Importância de Ser Fiel                      | Eduardo Tolentino   |
| 2003      | Vestir o Pai                                   | Paulo Autran        |
| 2004      | A Quarta Irmã (leitura dramática)              | Eduardo Tolentino   |
| 2004      | A Babá                                         | Bibi Ferreira       |
| 2004      | Arsênico e Alfazema                            | Alexandre Reinecke  |
| 2005      | Madame de Sade                                 | Roberto Lage        |
| 2005      | Os Sete Gatinhos                               | Alexandre Reinecke  |
| 2006      | Contos de Sedução                              | Eduardo Tolentino   |
| 2006      | A Gata Borralheira                             | Débora Dubois       |
| 2007      | Felizes para Sempre                            | Mário Bortoloto     |
| 2008      | Às Favas com os Escrúpulos                     | Jô Soares           |
| 2010-14   | Hell                                           | Hector Babenco      |
| 2014      | Vênus em Visom                                 | Hector Babenco      |
| 2014      | A Toca do Coelho                               | Dan Stulbach        |
| 2016      | Gata em Telhado de Zinco Quente                | Eduardo Tolentino   |